# Siler cupreus
Siler cupreus är en spindelart som beskrevs av Simon 1889. Siler cupreus ingår i släktet Siler och familjen hoppspindlar. Inga underarter finns listade i Catalogue of Life.